# Імікі
Імікі (яп. 忌寸) — четвертий за вагою титул у системі «вісьмох кабане» ранньосередньовічної Японії, якими імператорський двір наділяв представників аристократичних родів. Поширений був у періоди Асука, Нара й на початку періоду Хейан. Імікі перекладається як «ревна душа» (на кшталт графа або маркиза середньовічної Європи).

## Характеристика
Впроваджено імператором Темму у 684 році, ставши новим (разом з мітіносі) японським титулом. Імікі своєю назвою походить з даоської книги «Чжуан-цзи». У впровадженні імікі відбилося захоплення Темму даосизмом. Надавався лише іноземним шляхетним родам (тора-ідзін). відомими власниками буликлани Оусі-Коті (з Китаю), Ямато-но-ая, Хата, З часів Нара ікімі також стали отримувати представники провінційної шляхти (Ямасіро). За доби Хейан цей титул поступово втратив політичне значення, ставши дочесним додатком до прізвища.